# George Windsor
Lord George Philip Nicholas Windsor (Coppins, 1962. június 26. –) Eduárd kenti herceg és Katalin kenti hercegné legidősebb fia, a brit uralkodó család, a Windsor-ház tagja. George Windsor jelenleg a St Andrews grófja (Earl of St Andrews) tiszteletbeli címet viseli, amely apja kisebb nemesi címeinek egyike (megszólítása Lord St Andrews), a Kent hercege cím várományosa.
1962. június 26-án a buckinghamshire-i Iverben született, szülei első gyermeke. 1962. szeptember 14-én a Buckingham-palota Zenetermében keresztelték meg. Lord St Andrews tanulmányait Etonban és a cambridge-i Downing College-ben végezte.
1988. január 9-én feleségül vette az elvált Sylvana Palma Tomasellit, az esküvőt az leith-i anyakönyvi hivatalban tartották. Az Egyesült Királyság trónöröklési rangsorában a 42. helyet foglalja el. A párnak három gyermeke született (akik közül a két legidősebb szintén ki van zárva a brit trón örökléséből):
- Edward Windsor, Lord Downpatrick (1988. december 2.)
- Lady Marina-Charlotte Windsor (1992. szeptember 30.)
- Lady Amelia Windsor (1995. augusztus 24.), aki jelenleg a brit trónöröklési sorrendben a 36. helyet foglalja el.

Mivel a Kent hercege cím nem tartozik az Act of Settlement hatálya alá, Lord St Andrews apja örököse és halála után Kent hercege, St Andrews grófja és Downpatrick bárója lesz.
Mivel V. György a brit királyi hercegi cím viselését a mindenkori uralkodó férfiági gyermekeire és unokáira korlátozta, ezért Lord St Andrews már nem számít királyi hercegnek (V. György dédunokája).
Lord St Andrews az angliai SOS gyermekfaluk védnöke és a Nemzetközi Rákkutató Szövetség elnöke.

## György, Kent 1. hercege leszármazottai
A részleges családfán megjelenítettük a Kent hercege cím öröklésében fontos személyeket. Feltüntettük azokat, akikről (2024) született magyar szócikk.
- V. György brit király (1865. június 3. – 1936. január 20.) Felesége: Teck Mária
  - VIII. Eduárd brit király
  - VI. György brit király
  - Mária brit királyi hercegnő
  - Henrik Gloucester 1. hercege (1900. március 31. - 1974. június 10.)
    - innen lásd Gloucester hercege

  - György, Kent 1. hercege (1902. december 20. - 1942. augusztus 25.) Felesége: Marina görög hercegnő (1906 – 1968)
    - Eduárd, Kent 2. hercege (1935. október 9. – ) Felesége: Katalin kenti hercegné[6] (1933 –)
      - George Windsor[7], St Andrews grófja (1962. június 26–) Felesége: Sylvana Tomaselli (1957–)
        - Edward Windsor[6], Lord Downpatrick (1988. december 2. –)
        - Marina Windsor[6] (1992. szeptember 30.–)
        - Amelia Windsor (1995. augusztus 24.–)

      - Helen Taylor (1964–) Férje: Timothy Verner Taylor (1963–)
        - négy gyerek

      - Nicholas Windsor (1970–) Felesége: Paola Louise Marica Doimi de Lupis
        - három gyerek

    - Alexandra (1936–) Férje: Angus Ogilvy (1928–2004)
      - James Ogilvy (1964–) Felesége: Julia Rawlinson
        - két gyerek

    - Mihály brit királyi herceg[8]
      - Frederick Windsor (1979–)
        - Maud Windsor (–2013)
        - Isabella Windsor (–2016)

      - Marina Ogilvy (1966–) Férje: Paul Mowatt (1990 – 1997)

  - János brit királyi herceg (1905-1919)